# Nyírbátor
Nyírbátor (in romeno Nir Bător) è una città di 12.674 abitanti situata nella contea di Szabolcs-Szatmár-Bereg, nell'Ungheria nord-orientale.
Nel 1549 Ferdinando I e Giorgio Martinuzzi vi firmarono un importante trattato. 
È famosa per aver dato i natali alla famigerata Erzsébet Báthory detta la contessa Dracula a causa della sua propensione (dovuta a forte squilibrio mentale) all'omicidio seriale.

## Amministrazione

### Gemellaggi
- Tezze sul Brenta, Italia
- Șimleu Silvaniei, Romania
- Carei, Romania
- Vynohradiv, Ucraina
- Kamenický Šenov, Repubblica Ceca
- Hrodna, Bielorussia